# علامت جزیره‌ای سینگولیت
در پزشکی و نورولوژی، علامت جزیره سینگولیت (به انگلیسی: Cingulate island sign) یافته‌ای در اسکن مغزی FDG-PET است که متابولیسم طبیعی در قشر سینگولیت حفظ می‌شود. این علامت یکی از مشخصه‌های ابتلا به زوال عقل با اجسام لویی (DLB) است و می‌تواند به تمایز آن از بیماری آلزایمر و سایر دمانس‌ها کمک کند.